# Sachsenbrunn
Sachsenbrunn é uma vila e antigo município da Alemanha localizado no distrito de Hildburghausen, estado da Turíngia. Desde 1 de janeiro de 2019, faz parte do município de Eisfeld.